# Leucocoryne reflexa
Leucocoryne reflexa là một loài thực vật có hoa trong họ Amaryllidaceae. Loài này được Grau mô tả khoa học đầu tiên năm 1991.